# Lionel Suarez
 (février 2023).
Si vous disposez d'ouvrages ou d'articles de référence ou si vous connaissez des sites web de qualité traitant du thème abordé ici, merci de compléter l'article en donnant les références utiles à sa vérifiabilité et en les liant à la section « Notes et références ».
Pour les articles homonymes, voir Suarez.
Lionel Suarez est un accordéoniste français, né le 15 janvier 1977 à Rodez en Aveyron. Issu d'une famille de musiciens de Bertholène, il est initié à la musique et aux rythmes par son grand-père, batteur et accordéoniste, et son père accordéoniste.

## Biographie
Il prend ses premières leçons de solfège, de piano et d'accordéon, auprès de l'accordéoniste et chef d'orchestre François Aceti dès l'âge de huit ans. Il commence à jouer en public vers l'âge de quinze ans, faisant la tournée des bals de la région, et s'intéresse aussi au rock en tant que bassiste dans un groupe de lycéens.
Il perfectionne ensuite sa technique avec l'accordéoniste André Thépaz, s'inscrit au conservatoire de Marseille, qu'il termine en obtenant un Premier prix et une médaille d'or avec félicitations.
De 1995 au début des années 2000, Lionel Suarez continue à jouer dans les petites salles en même temps qu'il s'intéresse à d'autres types de musiques : musique occitane (il accompagne le chanteur occitan Claudi Marti avec Gérard Pansanel), théâtre de rue, salsa, chanson française et musique de variétés. Il s'initie aux techniques d'improvisation au gré de ses rencontres, et découvre le jazz en autodidacte.
Il fréquente les scènes de la région toulousaine et joue notamment avec JeHaN qui le fait connaître. Remarqué pour ses qualités d'accompagnateur et de soliste, il travaille et enregistre avec Zebda, Sandoval, Art Mengo, et Claude Nougaro.
En 2002, Lionel Suarez s'installe en banlieue parisienne, ce qui lui permet de jouer avec des artistes comme Bernard Lavilliers,  Mouss et Hakim.
Il forme le duo Minvielle + Suarez avec le chanteur André Minvielle, qui remporte un vif succès sur les scènes et festivals de jazz depuis 2006. Il est également l'accordéoniste du ténor Roberto Alagna sur Sicilien, un album de reprises de chansons siciliennes, ainsi qu'en concert. Il accompagne sur scène le comédien Jean Rochefort dans sa pièce de théâtre Entre autres jouée depuis 2007.
Il participe en 2006 à l'opéra-jazz de Laurent Cugny La Tectonique des nuages, avec entre autres Thomas Savy, Nicolas Folmer, David Linx, Denis Leloup, Airelle Besson.
En 2009 le festival Jazz sur son 31, à Toulouse et ses environs, lui confie la direction artistique du programme Une heure avec, pour lequel il choisit de se produire avec Vincent Ségal, Minino Garay, Terez Montcalm, Éric Séva, et Airelle Besson. C'est à cette occasion que germe l'idée du « Quarteto Gardel » avec un album produit en 2018.
En 2011 et 2012, il participe aux dates parisiennes (Olympia, Grand Rex et Salle Pleyel) et bruxelloise (Cirque Royal) de la tournée Plusieurs Lunes de Véronique Sanson.
En 2013, il sort son premier album Cocanha !, en trio avec Pierre-François Dufour (violoncelle et batterie) et Kevin Seddiki (guitares).
En 2018, il crée le Bretelle(s) Festival à Bertholène, son village natal.

## Discographie

### Leader ou co-leader
- 2001 : Live For Dimey - Made in Toulouse, avec Jehan
- 2011 : Tandem, André Minvielle & Lionel Suarez, E-motive/Bretelles prod./la C.A.D, L’Autre Distribution
- 2013 : Cocanha !, de Lionel Suarez, E-Motive Records.
- 2018 : Quarteto Gardel avec Airelle Besson (tp), Vincent Ségal (cel), Minino Garay (perc), Bretelles Prod

### Participations
- 2002 : Tino Gonzales, A World Of Blues, DixieFrog
- 2004 : Claude Nougaro, La Note bleue, Universal Music
- 2004 : André Minvielle, ABCD'Erre de la Vocalchimie, Complexe Articole de Déterritorialisation
- 2006 : Frédéric Monino, Around Jaco, DOM
- 2006 : Gérard Pansanel, Electrizzante, Nord Sud / Nocturne
- 2007 : André Minvielle, La Vie d'ici-bas, Complexe Articole de Déterritorialisation
- 2007 : Collectif, Origines Contrôlées, chansons de l'immigration Algérienne, Atmosphériques
- 2007 : Florent Pagny, Pagny Chante Brel, Mercury
- 2008 : Sanseverino, Aux Bouffes du Nord, Sony BMG
- 2008 : Sixun, Palabre, Futur Acoustic
- 2008 : Bénabar, Infréquentable, Epic
- 2009 : Roberto Alagna, Sicilien Live, Deutsche Grammophon
- 2009 : Éric Séva, Espaces Croisés, Le Chant du Monde
- 2009 : Daniel Mille, L'Attente, Universal
- 2010 : André Minvielle et Jon Hendricks, Follow Jon Hendricks... if you can !!!, Bee Jazz
- 2010 : Nilda Fernández, Ti Amo, Eventful Agency
- 2010 : Laurent Cugny, La Tectonique des nuages, Radio France
- 2010 : Florent Pagny, Tout et son contraire, AZ
- 2010 : Véronique Sanson, (Plusieurs Lunes), Warner Music
- 2012 : Dom Rider, Don't Drink Alone, Atlantide Music
- 2012 : Zebda, Second Tour, Barclay
- 2012 : Véronique Sanson, Véronique Sanson, Warner Music
- 2014 : Sanseverino, Le Petit bal perdu, Sony Music
- 2014 : Zebda, Comme des Cherokees, Barclay
- 2015 : Sanseverino, Papillon, Sony Music
- 2017 : Au café du canal, collectif de reprises de Pierre Perret, Irfan
- 2018 : Pierre Perret, Humour Liberté, Irfan
- 2019 : Renaud, Les Mômes et les Enfants d'abord !